# Max Schipper
Max Schipper (* 26. August 1900 in Wien; † 29. November 1951 ebenda) war ein österreichischer Sänger, Film- und Theaterschauspieler und Spielleiter.

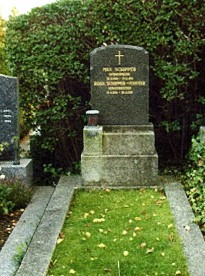
Grabstätte von Max Schipper

## Leben
Im Film war Max Schipper erstmals 1931 in Wiener Liebschaften zu sehen und im selben Jahr spielte er noch in fünf weiteren Filmen. Im Jahr 1932 spielte er Nebenrollen in Heut' spielt der Strauß - Kaiserwalzer und Johann Strauß K. u. K. Hofkapellmeister, 1935 in Csardas und 1938 im Science-Fiction-Film Robot-Girl Nr. 1. 
Von 1941 bis 1944 war er am Stadttheater von Eger und dann in Aussig tätig.
Erst nach dem Zweiten Weltkrieg war er wieder in Filmen zu sehen (1945/47: Der Millionär; 1948: Maresi; 1950: Küssen ist keine Sünd; 1951: Der alte Sünder). Es waren dies kleine Neben- und Episodenrollen.
Max Schipper war nach dem Krieg auch Regisseur am Wiener Stadttheater.
Verheiratet war Max Schipper mit Johanna (Hansi) Schmalwieser, der Tochter der Besitzer des „Freundschaftssaals“ Friedrich und Helene Schmalwieser aus Karlsbad. Ein Hochzeitsfoto von Max Schipper und Hansi Schmalwieser erschien am 12. September 1936 im Prager Tagblatt. Max Schipper starb im Alter von nur 50 Jahren. Er ruht auf dem Ottakringer Friedhof (Gruppe 32, Reihe 1, Nummer 34). 
Friedrich Schipper ist sein Enkelsohn.

## Filmografie (Auswahl)
- 1947: Der Millionär
- 1948: Maresi
- 1950: Küssen ist keine Sünd